# Raúl Maneyro
Raúl Eduardo Maneyro Landó (7 de diciembre de 1969) es un zoólogo y profesor uruguayo.
Realiza actividades académicas como profesor adjunto en la Facultad de Ciencias, Universidad de la República.
Obtuvo su grado de maestría en la Facultad de Ciencias (UdelaR, Uruguay), y el doctorado por la Pontificia Universidad Católica de Rio Grande do Sul, de Porto Alegre, Brasil). Se interesa en sistemática e Historia Natural de anuros neotropicales.
Es el autor del descubrimiento de la especie de anfibio Bufo achavali y Melanophryniscus langonei.

## Algunas publicaciones
- c. Zank, f.g. Becker, m. Abadie, d. Baldo, r. Maneyro, et al. 2014. Climate Change and the Distribution of Neotropical Red-Bellied Toads (Melanophryniscus, Anura, Amphibia): How to Prioritize Species and Populations? PLoS ONE 9 (4): e94625 doi:10.1371/journal.pone.0094625

- ernesto Elgue, gisela Pereira, federico achaval-Coppes, raúl Maneyro. 2014. Validity of photo-identiication technique to analyze natural markings in Melanophryniscus montevidensis (Anura: Bufonidae) Phyllomedusa 13 (1): 59–66, 2014

- a. Canavero, m. Arim, a. Naya de Camargo, i. da Rosa, raúl Maneyro. 2008. Calling activity patterns in an anuran assemblage: the role of seasonal trends and weather determinants. North-Western J. of Zoology 4: 29-41

- schaiani vanessa Bortolini, raúl Maneyro, federico achaval Coppes, noeli Zanella. 2013. Diet of Melanophryniscus devincenzii (Anura: Bufonidae) from Parque Municipal de Sertão, Rio Grande do Sul, Brazil. Herpetological J. 23: 115–119

- l. Ziegler-Brener, raúl Maneyro. 2005. Nueva clave para la identificación de los anfibios del Uruguay. Actas de las VIII Jornadas de Zoología del Uruguay. Publicación especial de la Sociedad Zoológica del Uruguay: 119

- a. Canavero, d. Arrieta, c. Borteiro, a. Camargo, i. da Rosa, f. Kolenc, r. Maneyro, d. Nuñez, c.m. Prigioni, l. Ziegler, j.a. Langone. 2004a. Listas Rojas de los anfibios del Uruguay. Resumos do Primeiro Congresso Brasileiro de Herpetologia. Sociedade Brasileira de Herpetologia. Curitiba. Brasil

- d. Nuñez, r. Maneyro, j. Langone, r.o. de Sá. 2004b. Distribución geográfica de la fauna de anfibios del Uruguay. Smithsonian Herpetological Information Service (134): 1-34

- r. Maneyro. 2002. Las listas de fauna amenazada del Uruguay: diagnóstico de situación y perspectivas. En: Domínguez, A. & R. Prieto (eds.) Perfil Ambiental del Uruguay. Ed. Nordan. Montevideo. 167 – 175

- d. Nuñez, r. Maneyro, j. Langone, r.o. de Sá. 2001a. Distribución geográfica de la batracofauna del Uruguay. IV Congreso Argentino de Herpetología. Asociación Herpetológica Argentina – Museo y Facultad de Ciencias Naturales – Universidad Nacional de Salta. 69

- r. Maneyro, josé a. Langone. 2001. Categorización de los anfibios de Uruguay. Cuadernos de Herpetología 15 (2): 107-118

- --------------, -------------------. 1999a. Avance sobre el estado de conservación de los anfibios del Uruguay. Bol. de la Sociedad Zoológica del Uruguay (2ª época) (Actas de las V Jornadas de Zoología del Uruguay) 11: 28

- --------------, -------------------. 1999b. Advances in the conservation status of Uruguayan amphibians. Frolog (34): 3

- m. Clara, r. Maneyro. 1999c. Humedales del Uruguay: Ejemplo de los humedales del este. pp. 68-80. En: AI Malvarez (ed.) Tópicos sobre Humedales Subtropicales y Templados de Sudamérica. Buenos Aires: UNESCO-MAB

### Libros
- raúl Maneyro, santiago Carreira. 2012. Guía de Anfibios de Uruguay. 207 pp.

- lucía Ziegler, raúl Maneyro. 2008. Clave para la identificación de los anfibios de Uruguay: (chordata... 72 pp.

## Abreviatura (zoología)
La abreviatura Maneyro  se emplea para indicar a Raúl Maneyro como autoridad en la descripción y taxonomía en zoología.

- Datos: Q3421439
- Especies: Raúl Maneyro